# 宽瓣蝇子草
宽瓣蝇子草（学名：Silene platypetala）是石竹科蝇子草属的植物，为中国的特有植物。分布于中国大陆的四川等地，生长于海拔1,600米至4,000米的地区，多生于灌丛草地，目前尚未由人工引种栽培。